# Yoshi’s

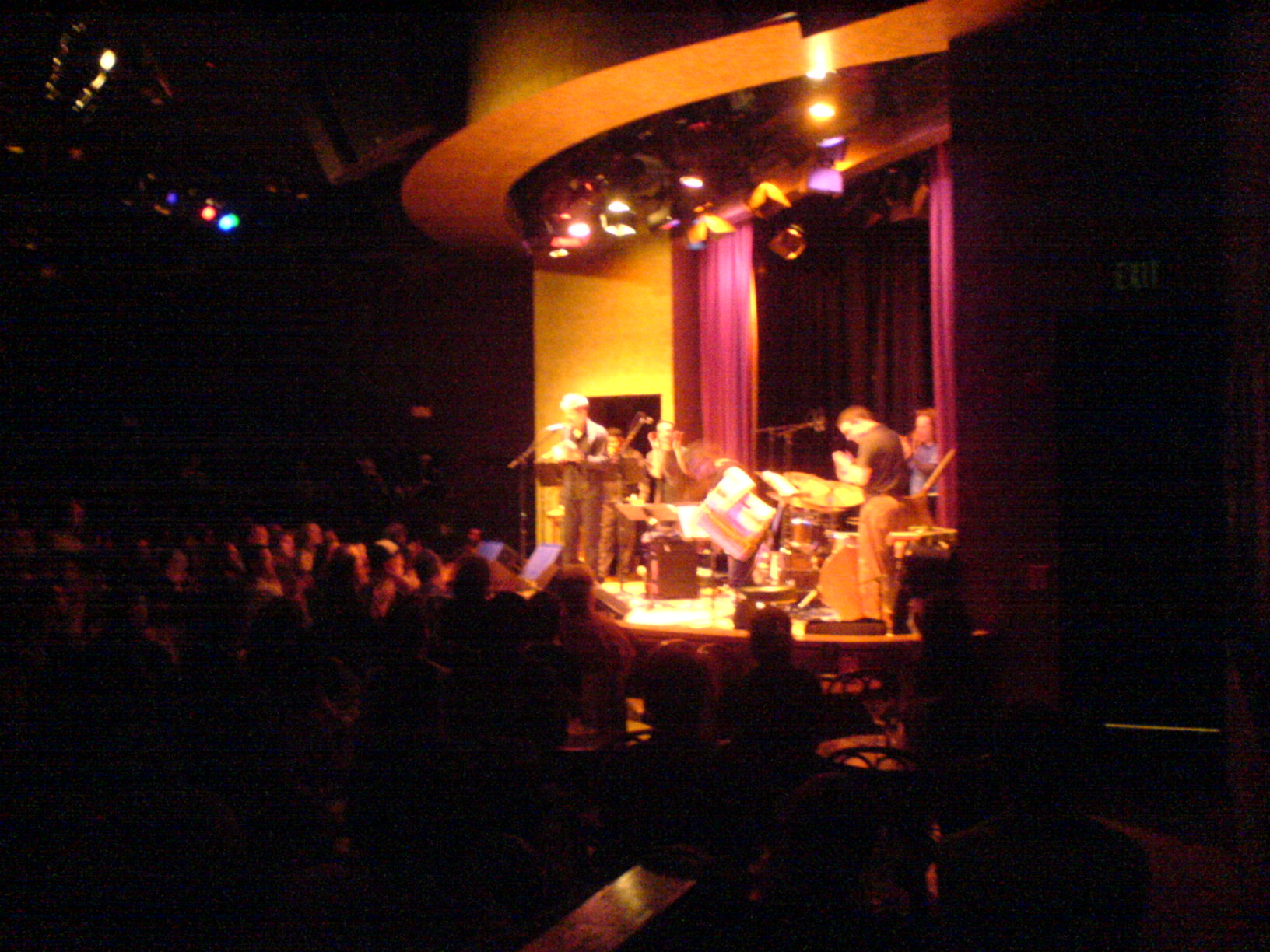
Nels Cline 2006 im Yoshi’s, Oakland

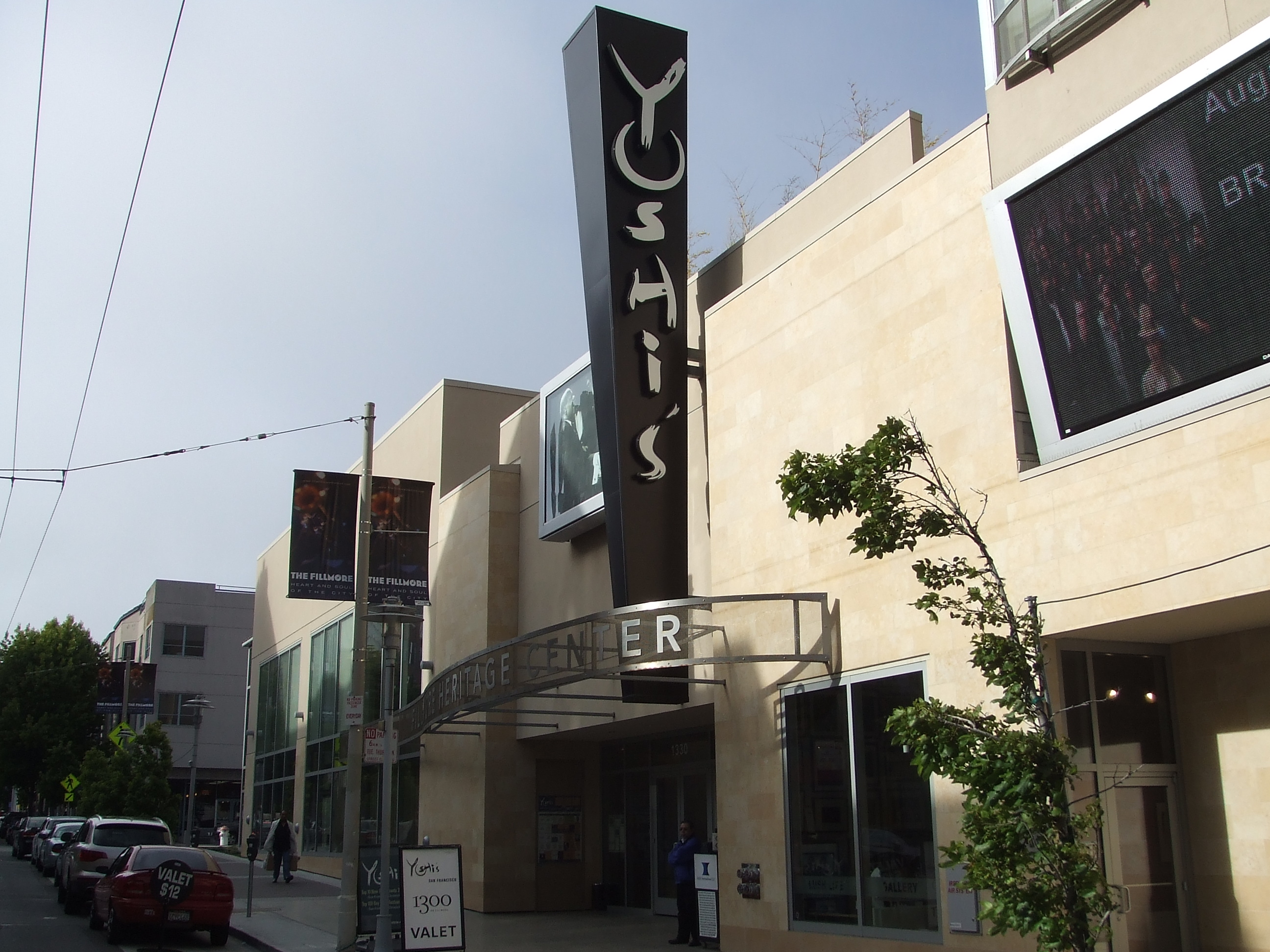
Das Yoshi’s in San Francisco

Das Yoshi’s ist ein Lokal und Jazzclub in Oakland (Kalifornien), das seit den 1970er Jahren besteht. Gemeinsam mit der 2007 entstandenen Filiale gleichen Namens im benachbarten San Francisco zählt es zu den herausragenden Veranstaltungsorten des Modern Jazz in der Bay Area.

## Das Yoshi’s in Oakland
Das Yoshi’s ging aus einem japanischen Restaurant in Berkeley hervor, das Yoshi Akiba, ein Kriegswaise des Zweiten Weltkrieges, der in die USA zum Studieren gekommen war, mit seinen Freunden Kaz Kajimura (der 2025 starb) und Hiroyuki Hori aufgebaut hatte. Der Club zog dann bald in größere Räumlichkeiten in die Claremont Avenue in Oakland und veranstaltete Auftritte von Jazzmusikern. Schließlich galt Yoshi’s als eines der bedeutendsten Jazz-Lokalitäten an der Westküste.
Im Mai 1997 zog das Etablissement in die Nähe des Oaklander Hafens. Dort bietet der Jazzclub 330 Sitzplätze, das japanische Restaurant 220; unterstützt wird das Unternehmen von der kommunalen Oakland Development Agency.

## Das Yoshi’s in San Francisco
Am 28. November 2007 öffnete eine Filiale gleichen Namens – u. a. mit Roy Haynes – im benachbarten San Francisco; sie befindet sich im erneuerten Stadtviertel Fillmore District. Das zweite Yoshi’s gilt als Vorzeigeunternehmen einer Wiederbelebung eines Quartiers, das vor dem Abriss der 1970er Jahre von einer mehrheitlich afroamerikanischen Bevölkerung geprägt war und damals ein Zentrum der schwarzen Kultur und des Jazz war, dem historischen Jazz Fillmore Jazz Preservation Distcrict.
Anfang 2015 ist der Nachfolgeclub The Addition wegen Bankrotts von Schließung bedroht.

## Live im Yoshi’s
Sowohl in Oakland als auch in San Francisco entstanden zahlreiche Platteneinspielungen, u. a. von Anthony Braxton 1997, Dee Dee Bridgewater 2000, Jing Chi 2003, George Coleman 1987, Marilyn Crispell 1995, Phillip Greenlief 1998, John Handy 1996, Allan Holdsworth  /Alan Pasqua 2005, Pat Martino 2001, Marian McPartland 1995, Mulgrew Miller 2004/05, der Band Oregon 2005, Joe Pass 1992, Jenny Scheinman, Cedar Walton 1995, Jessica Williams 2003, Jacqui Naylor 2004, Sarah Manning 2008 und zuletzt 2009 Eric Vloeimans.

## DasJazz Heritage Center
Das Yoshi’s in San Francisco befindet sich in einem Komplex des Jazz Heritage Center, einer gemeinnützigen Einrichtung, die eine Mischung aus Jazz-Museum, Jazz-Kulturzentrum und Jazz-Kunstgalerie darstellt. Parallel hierzu laufen Bildungsprogramme, um das kulturelle Erbe des Jazz in der Stadt und Region durch Kunstwerke, Fotografien und Musikbeispiele weiterzugeben, beginnend mit frühen Beispielen des Harlem in the West der 1940er Jahre. Das Jazz Heritage Center sieht sich als ein Ort der Begegnung im Fillmore District.
Das Jazz Heritage Center enthält
- die Lush Life Art Gallery, spezialisiert auf Jazz-bezogene Kunst;
- die Koret Heritage Lobby, die wechselnde Ausstellungen aufnimmt, die der Jazz-Geschichte einerseits und der kulturellen Pflege des Fillmore-Quartiers gewidmet sind;
- das JHC Screening and Education Lab, ein Medien-Zentrum, um seltene Jazz-Filme, Vorlesungen und Workshops abzuhalten, die auch in Verbindung mit Auftritten im benachbarten Yoshi's stehen.